# Zulzeke
Zulzeke is een dorpje in de Vlaamse Ardennen in de Belgische provincie Oost-Vlaanderen en een deelgemeente van Kluisbergen, het was een zelfstandige gemeente tot aan de gemeentelijke herindeling van 1971. Zulzeke is een landelijk dorpje, en de kleinste deelgemeente van Kluisbergen.
In het uiterste zuiden van Zulzeke, tegen de grens met Ronse ligt de Hotondberg, met 150 meter het hoogste punt in de provincie.

## Geschiedenis
Op de Hotondberg werden voorwerpen uit het mesolithicum aangetroffen. Ook van de Gallo-Romeinse periode zijn tal van sporen aangetroffen.
Zulzeke werd voor het eerst schriftelijk vermeld in 1296, en de plaatsnaam zou zijn afgeleid van de Romeinse naam Sulcius. In de feodale tijd vormde Zulzeke samen met Kwaremont een heerlijkheid.

## Demografische ontwikkeling
- Bronnen:NIS, Opm:1831 tot en met 1970=volkstellingen; 1976 = inwoneraantal op 31 december

## Aardbeving
Op 11 juni 1938 had in België de aardbeving bij Zulzeke plaats met een kracht van 5,6 op de schaal van Richter. Het hypocentrum lag ten zuiden van Zulzeke op een diepte van 19 km en het was de krachtigste aardschok in België in de 20ste eeuw.

## Bezienswaardigheden
- De Sint-Jan-in-de-Oliekerk heeft een kerkorgel van Louis-Benoit Hooghuys uit 1857 dat als monument beschermd is.
- De kerkhofmuur heeft een opvallend "bellemanshuisje", een schuilhuisje van waaruit vroeger berichten werden afgekondigd.
- Het dorp heeft verschillende oude hoeven en (voormalige) watermolens: 
  - Molen ten Hove
  - Molen Ten Broecke
  - Molen ten Baete
  - Paepscheuremolen
- De Hotondmolen, een voormalige windmolen.

## Natuur en landschap
Zulzeke ligt in de Vlaamse Ardennen met hoogten die variëren van 20 meter in het noorden tot 150 meter op de Hotondberg, wat daarmee het hoogste punt van Oost-Vlaanderen is. Daar ligt ook het natuurgebied Hotond-Scherpenberg. Diverse beken ontspringen in de steile dalwanden en de beken monden uiteindelijk uit in de Schelde.
In Zulzeke ligt ook het natuurgebied Spijkerbos.

## Galerij

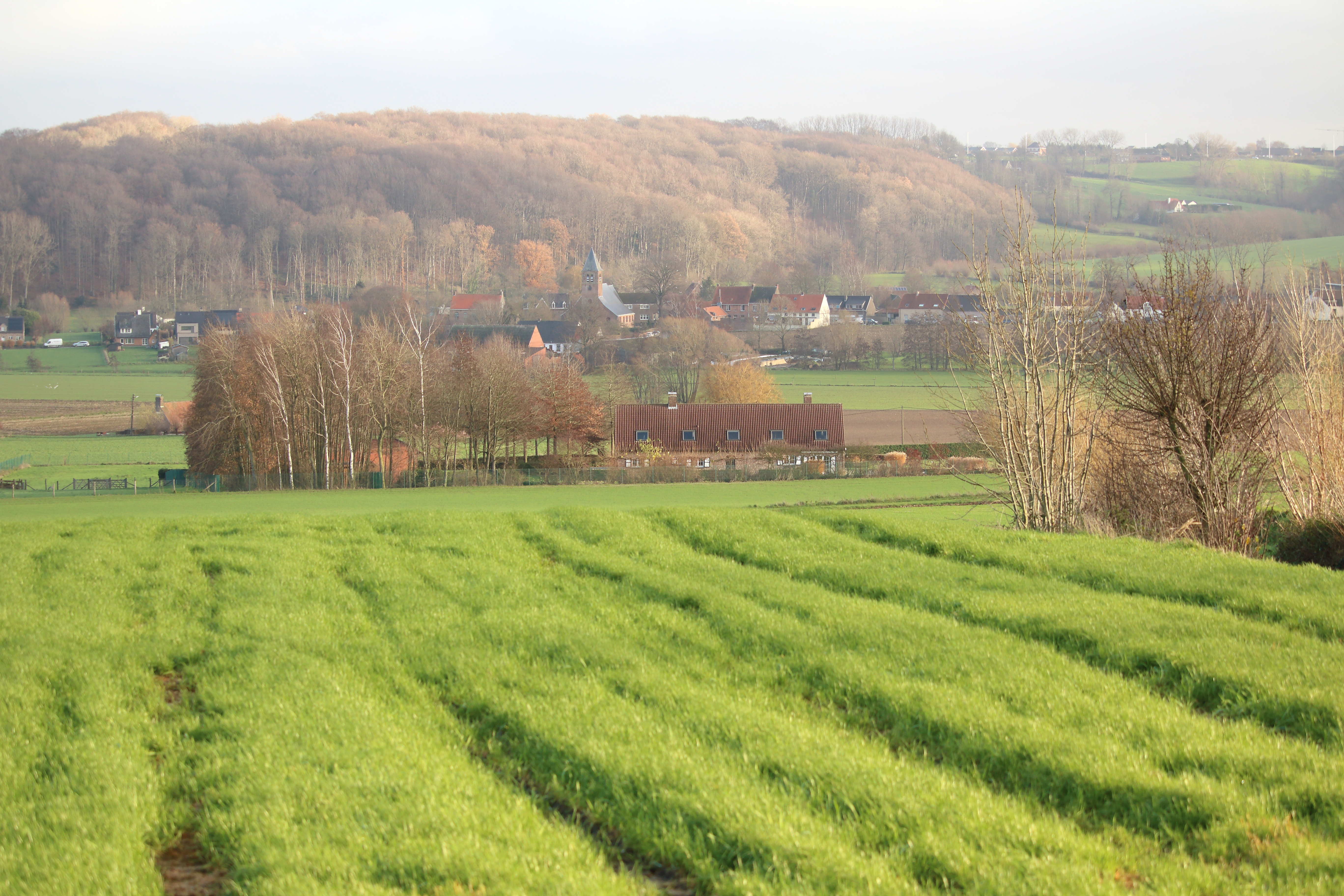
Zicht op het dorp
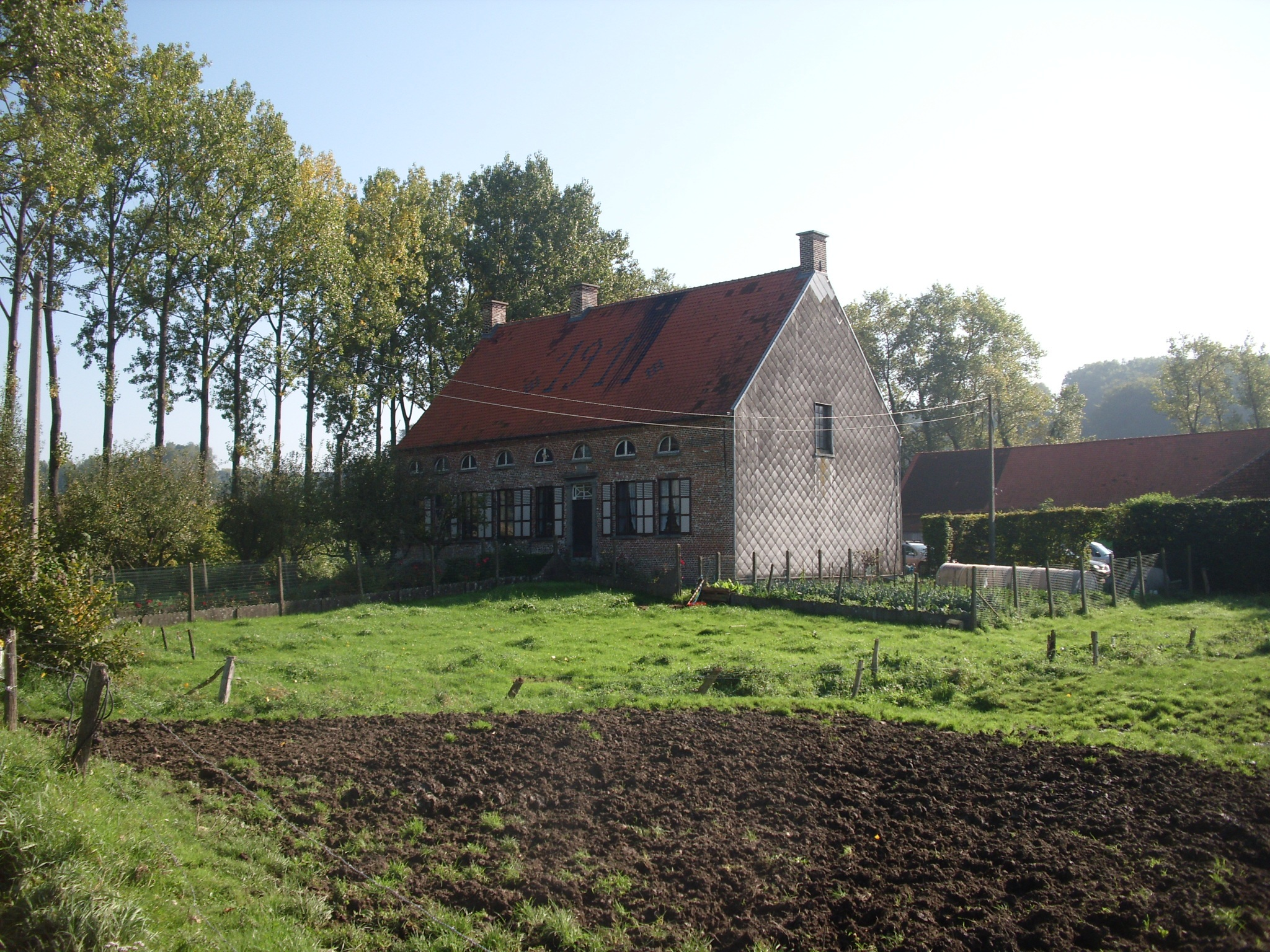
Goet ten Broecke met Molen Ten Broecke
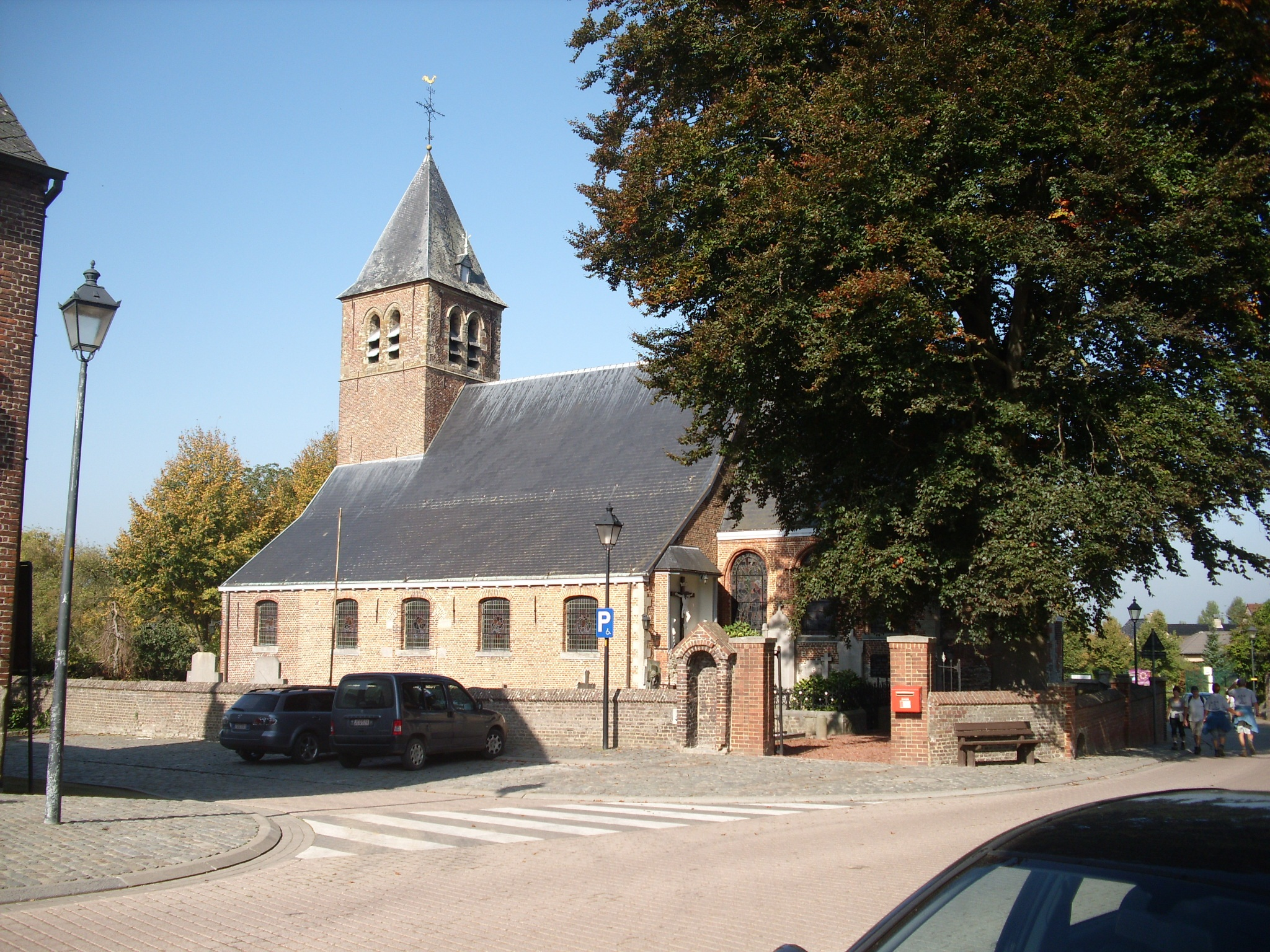
De parochiekerk van Zulzeke
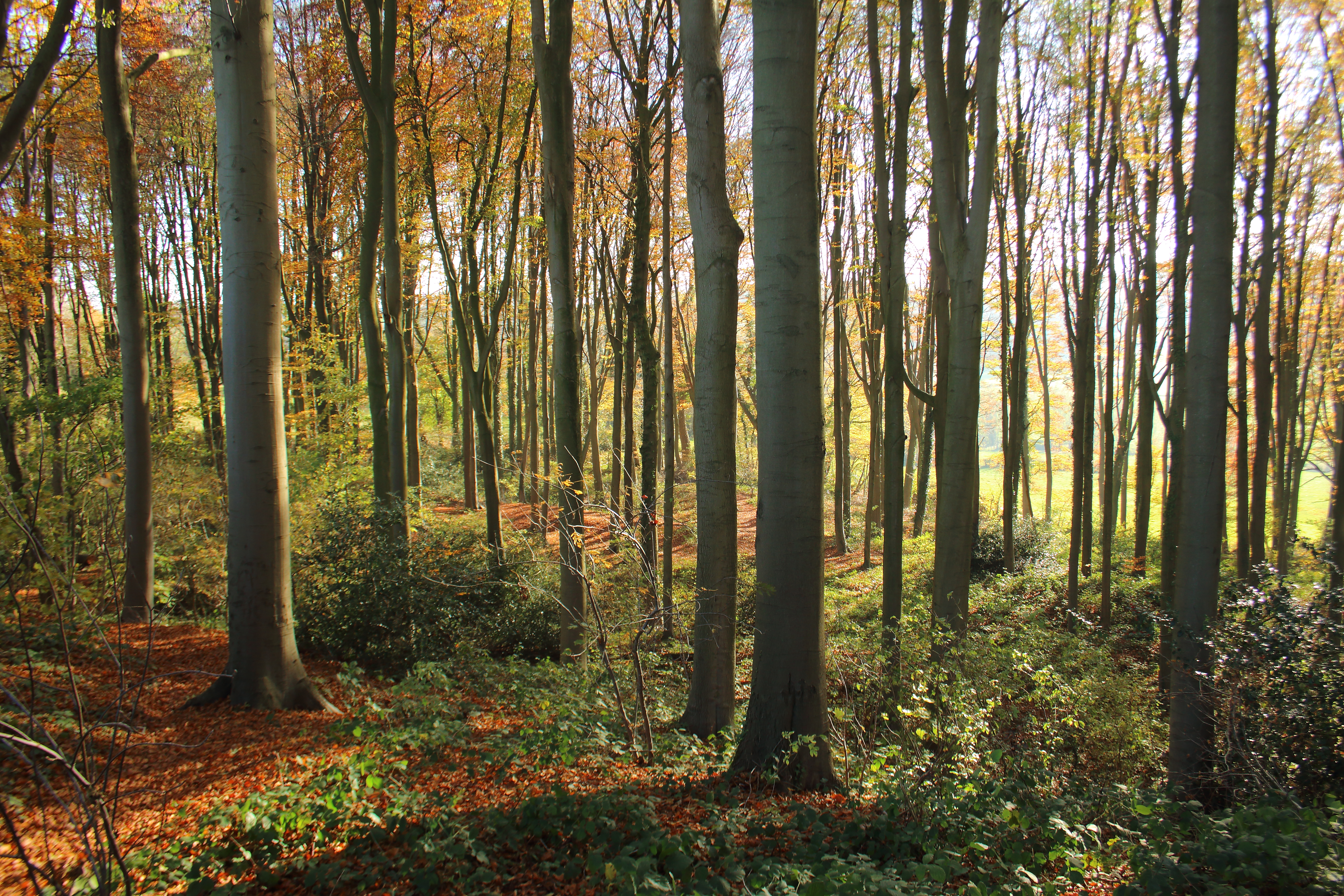
Spijkerbos
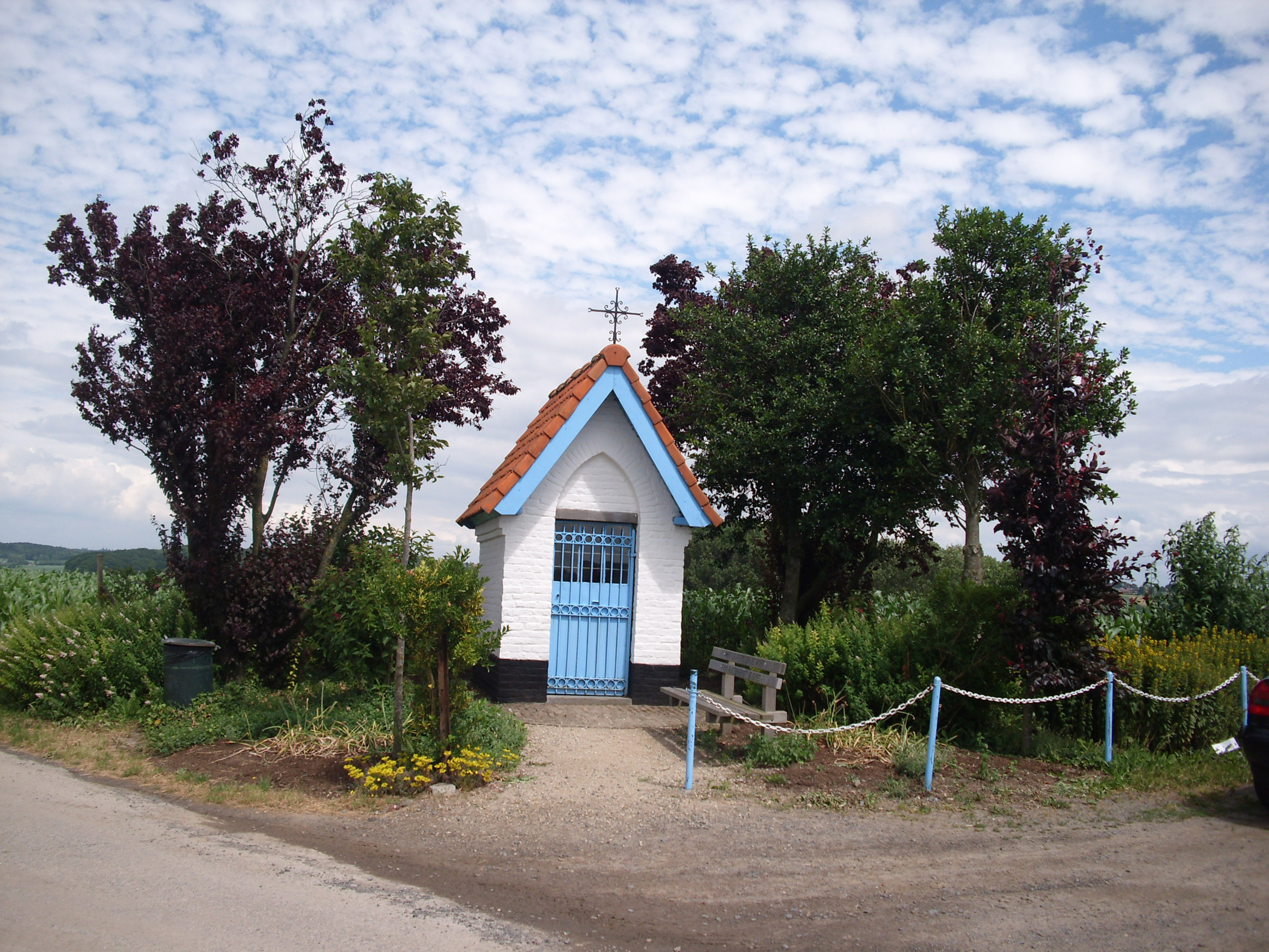
Kapelletje aan de Fonteinstraat
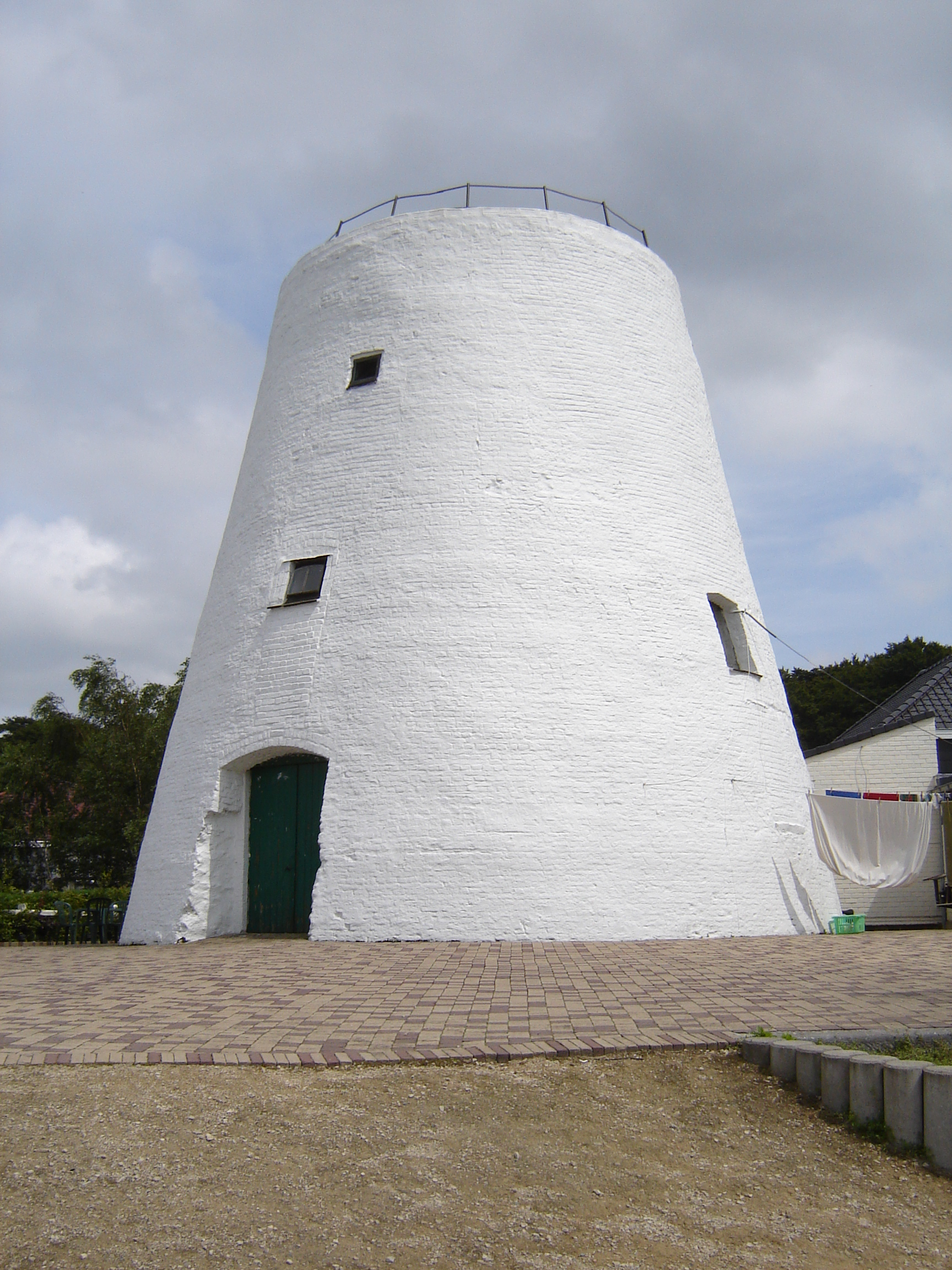
De Hotondmolen

## Nabijgelegen kernen
Nukerke, Melden, Berchem, Kwaremont, Ronse
Deelgemeenten: Berchem · Kwaremont · Ruien · Zulzeke

Belgische gemeenten · Arrondissement Gent · Oost-Vlaanderen · Vlaanderen